# Lipiny (powiat radomski)
Lipiny – wieś w Polsce położona w województwie mazowieckim, w powiecie radomskim, w gminie Gózd. Ma status sołectwa.
| SIMC    | Nazwa     | Rodzaj     |
| ------- | --------- | ---------- |
| 0621311 | Cebulówka | przysiółek |
| 0621305 | Kuczki    | część wsi  |

W latach 1975–1998 miejscowość należała administracyjnie do województwa radomskiego.
Wierni Kościoła rzymskokatolickiego należą do parafii Miłosierdzia Bożego w Goździe.